# .hack//Roots
.hack//Roots — аниме-сериал, выпущенный в 2006 году студией Bee Train и являющийся приквелом к трилогии видеоигр .hack//G.U., которые, в свою очередь, являются продолжением ставшего широко известным мультимедийного проекта .hack. Формально, Roots является аналогом аниме-сериала .hack//SIGN, ставшего приквелом к игровой тетралогии .hack и принёсшего львиную долю нынешней известности создавшей его студии.

## Сюжет
Странный мужчина спасает ничем не примечательного новичка от ПКашников в «The World R:2» и, попрощавшись, сулит новую встречу. Этот человек — основатель странной гильдии «Сумеречная Бригада», цель которой — найти легендарный Ключ Сумерек. В гильдии всего два члена кроме самого лидера, и поэтому сначала не кажется странным принятие того самого спасённого новичка и ещё одного игрока в гильдию. Однако со временем становится ясно, что в игре, где существуют локации неподвластные администраторам, где есть модели персонажей, содержащие больше данных чем целые локации, где можно впасть в кому после поражения в бою, не всё так просто.

## Персонажи
Хасэо (яп. ハセヲ Haseo) — Главный герой, и новичок в The World R:2. Хасэо встретился с ПК до вступления в Сумеречную Бригаду. Он заинтересовался загадочностью Ована. Он является аутсайдером в реальной жизни, и не очень хорошо общается с людьми. После того как Сино впадает в кому, Хасэо становится очень подавлен, а также впадает в ярость, когда кто-нибудь упоминает Сино или Трай-Эджа. Он завершил специальное соревнование, известное как Лес Боли, про который говорили, что его невозможно пройти. Его наградой стала модернизация, которая давала ему невероятные силы. В настоящее время он пытается выследить Трай-Эджа, используя его новоприобретённую силу убивая ПК игроков в попытке найти информацию. После преобразования он становится ещё более психически неуравновешенным. Пытаясь найти информацию о Трай-Эдже, Хасэо воссоединяется с Ованом который рассказывает ему, что он найдёт Трай-Эджа в Соборе Хале Гранз (одна из Забытых локаций). Хасэо борется с Трай-Эджем, но терпит поражение и лишается всей своей силы. Вне игры, Хасэо 17 лет и он учится в частной школе. Он живёт один. Хасэо постоянно посещал Сино в больнице, когда она впала в кому.
Сэйю: Такахиро Сакураи

## Музыка

### Синглы
| Синглы: Silly-Go Round            |                    |                |                                        |
| #                                 | Вступительная тема | Сэйю           | Название                               |
| 1                                 | Да                 | Нанри, Юка     | «Silly-Go-Round»                       |
| 2                                 |                    | Нанри, Юка     | «Angel Gate»                           |
| 3                                 |                    | Нанри, Юка     | «Silly-Go-Round»(инструментальный)     |
| 4                                 |                    | Нанри, Юка     | «Angel Gate»(инструментальный)         |
| Синглы: Boukoku Kakusei Catharsis |                    |                |                                        |
| #                                 | Вступительная тема | Сэйю           | Название                               |
| 1                                 |                    | Арика Такарано | «亡國覚醒カタルシス»                   |
| 2                                 |                    | Арика Такарано | «水月鏡花»                             |
| 3                                 |                    | Арика Такарано | «亡國覚醒カタルシス»(инструментальный) |
| 4                                 |                    | Арика Такарано | «水月鏡花»(инструментальный)           |